# Forcipomyia crassipalpis
Forcipomyia crassipalpis är en tvåvingeart som beskrevs av Debenham 1987. Forcipomyia crassipalpis ingår i släktet Forcipomyia och familjen svidknott. Inga underarter finns listade i Catalogue of Life.